# Havana (film)
Havana este un film american din 1990, regizat de Sydney Pollack și avându-i în rolurile principale pe Robert Redford, Lena Olin și Raúl Juliá. În acest film, un jucător profesionist de cărți american pe nume Jack Weil (Redford) decide să meargă la Havana (Cuba) pentru a juca cărți. Pe vaporul spre Havana, el o întâlnește pe Roberta Duran (Olin), soția unui lider revoluționar, Arturo (Julia). La scurt timp după sosire, Arturo este ucis de poliția secretă, iar Roberta este arestată și torturată. Jack o eliberează, dar ea continuă să sprijine revoluția. Muzica este compusă de Dave Grusin. 

## Rezumat
Acțiunea filmului are loc în ajunul victoriei Revoluției din Cuba din 1 ianuarie 1959.
În ajunul Crăciunului din anul 1958, la bordul vaporului care făcea cursa Miami - Havana, Roberta Duran apelează la ajutorul lui Jack Weil (Robert Redford), pentru a introduce clandestin în țară un radio U.S. Army Signal Corps destinat pentru forțele revoluționare cubaneze de pe dealuri. Jack Weil devine interesat de o relație romantică cu ea. Când cei doi au întâlnire pentru ca Weil să fie plătit, Roberta îi spune că ea este căsătorită, spulberându-i speranțele.
Weil se întâlnește cu un prieten jurnalist cubanez (Tony Plana), iar cei doi se întâlnesc în timpul nopții cu Roberta Duran și cu soțul ei, dr. Arturo Duran. Dr. Duran (Raul Julia) este un lider al mișcării revoluționare. Atunci când este observat de Roberta, dr. Duran îl invită pe Weil să li se alăture la cină și-i solicită un ajutor suplimentar. Weil refuză, chiar și după ce Duran îi prezintă situația disperată cu care se confruntă majoritatea cubanezilor.
În dimineața următoare, după o noapte de dezmăț pentru Weil, dar o noapte de arestări ale revoluționarilor de către poliția secretă, Weil citește într-un articol de ziar de arestarea dr. Duran și moartea lui. În stare de șoc, el participă la jocul de poker planificat, la care îl întâlnește pe șeful poliției secrete. El află că Roberta a fost și ea arestată și torturată. Weil se folosește de o datorie a unui jucător (un locotenent), pentru a obține eliberarea Robertei. El o găzduiește în apartamentul său, dar ea dispare în acea după-amiază. Dându-și seama că este îndrăgostit de Roberta și încurajat de un prieten vechi, jucător de cărți și el, Weil conduce în interiorul Cubei pentru a ajunge la ferma familiei Duran. El o convinge să se întoarcă cu el la Havana și să părăsească Cuba împreună. Când ea întreabă, el îi explică faptul că un nodul de pe brațul său conține un diamant cusut în tinerețe ca o asigurare că indiferent de ceea ce se i se va întâmpla în viață, el va avea întotdeauna o a doua șansă.
El face aranjamente pentru ca ea să părăsească Cuba cu un iaht, dar la întoarcerea în apartament este atacat de doi cubanezi care-l informează că Arturo îi cere s-o scoată din țată pe Roberta. Uimit că dr. Duran este încă în viață, el se luptă între dragostea pentru Roberta și dorința de a-i spune că soțul ei este în viață. El obține de la agentul CIA sub acoperire, Marion Chigwell (Daniel Davis), o serie de informații pe care vrea să le folosească pentru a face o afacere cu privire la Arturo Duran. Pretinzând că lucrează pentru CIA, Weil merge să-l vadă pe dr. Duran, care este sechestrat de șeful poliției secrete (SIM). El îi spune că șeful de la Washington are planuri noi pentru Duran și vrea ca el să fie eliberat contra unui câștig de 50.000 de dolari. El îi "ordonă" ca Duran să fie dus la casa lui (Duran fusese torturat foarte rău). Weil merge la un doctor, apoi la un bijutier, pentru a vinde diamantul și a obține bani pentru eliberarea dr. Duran.
Întors în apartamentul său, el o informează pe Roberta, care a decis să-și facă o viață nouă alături de el, că soțul ei este încă în viață. În stare de șoc, el pleacă pe cont propriu pentru a-i găsi soțul. Între timp, Weil a pierdut jocul de cărți cu miză mare pentru care venise la Havana. Managerul cazinoului, Joe Volpi (Alan Arkin), îl iartă, știind că a făcut din salvarea Robertei prioritatea sa.
În acea noapte, Anul Nou din 1959, Batista fuge din țară și forțele revoluționare câștigă lupta. Cei din clasa bogată, din guvern și din poliția secretă părăsesc petrecerile de Anul Nou și se îndreaptă spre porturi și aeroport pentru a părăsi țara. Oamenii săraci invadează străzile, sărbătorind victoria prin distrugerea cazinourilor și dansând pe străzi. Weil și Joe sunt de acord că este timpul să plece.
În dimineața următoare, Weil se află într-un restaurant și se pregătește să plece. El îl vede pe Marion, care îl informează că el lucrează la o carte nouă acum, "Bucătăria din Indochina". Nu după mult timp, Roberta sosește pentru a-și lua adio. Ea vede un bandaj pe brațul lui, dându-și seama că el și-a vândut diamantul pentru a-i salva soțul. Cei doi se îmbrățișează. Ea rămâne cu Revoluția.
Patru ani mai târziu, în 1963, Jack conduce până la Florida Keys și privește peste mare spre Havana, în speranța de a vedea o barcă care ar putea avea-o la bord pe Roberta. El știe că feribotul nu mai merge. Cu toate acestea, Jack face acest lucru în fiecare an. El speră să o vadă pe Roberta din nou într-o zi.

## Distribuție
- Robert Redford - Jack Weil; un jucător profesionist de cărți, Jack a fost în United States Navy și a luptat în operațiunile din Pacific din cel de-al doilea război mondial, afirmând că a fost la Pearl Harbor când acesta a fost bombardat. Jack vine la Havana pentru a juca cărți, fiind suprins acolo de Revoluția Cubană.
- Lena Olin - Bobby Durán; suedeză prin naștere, Bobby s-a mutat în California pentru a deveni actriță, apoi a mers în Mexic, atunci când primul ei soț a fost trecut pe lista neagră. Când a sosit la Havana, ea s-a măritat cu Arturo Duran.
- Alan Arkin - Joe Volpí; managerul unui popular cazinou din Havana, Joe lucrează pentru infamul mafiot evreo-american Meyer Lansky. Joe este un vechi prieten al lui Jack.
- Raúl Juliá (necreditat) - Arturo Durán; membru al unei familii vechi și bogate, Arturo este un lider al Revoluției, continuându-și activitățile clandestine la Havana.
- Tomás Milián - Menocal; colonel în poliția secretă, Menocal răspunde în fața lui Batista și încearcă să păstreze Havana sub control prin răpire și crimă. Menocal este împotriva Revoluției deoarece crede că indiferent cine va fi la putere, unii oameni vor suferi oricum.
- Daniel Davis - Marion Chigwell; scriitor la revista Gourmet, el este văzut frecvent în restaurantele din Havana încercând feluri de mâncare
- Tony Plana - Julio Ramos, reporter și prieten al lui Jack
- Betsy Brantley - Diane, o turistă americană care-l întâlnește pe Jack la un bar.
- Lise Cutter - Patty, prietena lui Diane.
- Richard Farnsworth - Profesorul, un bătrân jucător de cărți care-i dă lui Jack un sfat privind relațiile amoroase
- Mark Rydell - Meyer Lansky; un infam mafiot evreu, el conduce operațiunile Mafiei la Havana, fiind proprietarul a mai multor cazinouri.
- Vasek Simek - Willy
- Fred Asparagus - Baby Hernández
- Richard Portnow - Mike MacClaney
- Dion Anderson - Roy Forbes
- Carmine Caridi - căpitanul Potts

## Producție
- Filmările au început la 22 noiembrie 1989 și au fost finalizate la 28 aprilie 1990.
- Raúl Juliá a ales să rămână necreditat, pentru că producătorii filmului nu au fost de acord ca el să fie trecut pe prima linie din distribuție alături de Robert Redford.
- Tony Plana și Tomás Milián sunt actori cubano-americani care au trăit în Cuba în anii 1950. Milián a comentat faptul că filmul a recreat în detaliu Havana din 1958, în ultimele zile ale regimului lui Batista. Mulți dintre figuranți au fost exilați cubanezi, care s-au mutat în Republica Dominicană. Potrivit lui Sydney Pollock, "atmosfera a devenit foarte emoționantă... Ei și-au adus aminte de vremurile vechi din Havana. Platoul nostru i-a adus înapoi cu 30 de ani."
- Sydney Pollack a sperat să filmeze la Havana. Cu toate acestea, legislația Statelor Unite nu permitea ca producătorii să cheltuiască dolari SUA în Cuba, cetățenii Statelor Unite nu puteau intra în mod legal Cuba, iar starea relațiilor dintre Statele Unite și Cuba în 1989 nu era propice pentru filmarea unui film american în Havana.
- S-a hotărât să se facă tot filmul în Republica Dominicană. Vegetația era aceeași, și Santo Domingo oferea anumite similitudini arhitecturale, deși nu avea un bulevard larg cum era celebrul Prado din Havana (Paseo de Marti). Scena final a fost filmată în Key West (Florida).
- Platoul principal al filmului, numit "Big Set", a fost o stradă cu o lungime de un sfert de milă, înconjurată de fațade, reprezentând cazinouri, restaurante și hoteluri. Scenele de interior au fost turnate în cazinouri reproduse, camere și cafenele. Prado a fost reprodus de către producătorii la fosta bază aeriană din Republica Dominicană. Pentru a reproduce Prado, o echipă de aproximativ 300 de meșteri care au folosit peste 80 de semne de neon care au trebuit să fie făcute în Statele Unite și expediate cu vaporul în Republica Dominicană. A fost nevoie de 20 de săptămâni pentru a construi "The Big Set".
- Designerul de costume Bernie Pollock a echipat 2.000 de figuranți cu costume, și au fost nevoie de 8-10.000 de costume care trebuiau schimbate frecvent în timpul diferitelor scene din timpul filmului. Pe lângă hainele din anii 1950, a existat un număr mare de pălării, accesorii, bijuterii, mănuși, împreună cu uniforme militare cubaneze din anii 1950. Elemente de garderobă au fost aduse de la Los Angeles și din Anglia.
- Aproximativ 100 de automobile de epocă, autobuze și camioane americane din anii 1950 apar în film.

## Recepție
Recenziile filmului au fost în general negative. Filmul are un rating de 24% pe situl Rotten Tomatoes bazat pe 25 de opinii.
Coloana sonoră a filmului, realizată de Dave Grusin, a fost nominalizată la mai multe premii: Globul de Aur, Oscar și Grammy.